# Попов, Олег Алексеевич
Олег Алексеевич Попов (4 января 1943 года — ноябрь 2022 года) — специалист в области светотехники. Доктор технических наук, профессор кафедры «Светотехники» Московского энергетического института (МЭИ ТУ). Участник правозащитного движения в 1970—1980-х годах в СССР.

## Биография
Олег Алексеевич Попов родился 4 января 1943 года в городе Уссурийске Приморского края в семье офицера.
В 1965 году окончил Московский энергетический институт. В институте учился на факультете Электронной техники (кафедра промышленной электроники). Его дипломная работа была посвящена изучению сильноточных тлеющих разрядов в инертных газах. По окончании ВУЗа был направлен по распределению на работу в город Рязань, где с 1968 по 1969 год работал инженером НИИ ГРП («Плазма»), там же познакомился с членами рязанской нелегальной студенческой Группы революционного коммунизма, функционирующей под руководством студента-заочника Рязанского радиотехнического института Вудки Юрия Вениаминовича. Учился в аспирантуре, был отчислен из аспирантуры после лишения к «допуску к режиму секретности» Рязанским УКГБ.
В 1977 году на Физическом факультете МГУ им. М. В. Ломоносова защитил кандидатскую диссертацию, освященную исследованиям высокочастотных (на частотах от 13 до 100 МГц) емкостных разрядов, возбужденных в парах ртути при низком давлении. Получил ученую степень кандидата физико-математических наук.
В 1982 году он покинул СССР и жил в США.
С 1983 по 1993 год работал по специальности, полученной в МЭИ, в американских компаниях Eaton Corp., Microscience, General Ionex. Занимался разработками источников плазмы низкого давления на основе электронно-циклотронного резонанса. С 1993 по 2006 год работал в штате Массачусетс (США) в светотехнической лаборатории компании Matsushita (Panasonic), занимался разработками новых источников света, использующих плазму индуктивных разрядов при низком давлении. По результатам работ оформил 18 патентов США.
С 2007 года, после возвращению на родину, преподает в Московском энергетическом институте на кафедре «Светотехника», читает лекции и ведет семинары по курсам «Источники оптического излучения» и «Расчет и конструирование источников света». В 2012 году Олег Алексеевич защитил докторскую на тему: «Исследование и разработка индукционных люминесцентных источников света на частотах 100-15000 кГц». Получил ученую степень доктора технических наук и звание профессора (2017). С 2016 года занимает должность заместителя заведующего кафедрой светотехники по научной работе.
Область научных интересов: вакуумная и плазменная электроника, источники видимого и ультрафиолетового излучения, индуктивные бесферритные разрядные ртутные лампы, работающие на частотах 300-3000 кГц и низких давлениях инертного газа 0,01 — 0,5 мм рт. ст.
За годы работы в МЭИ опубликовал около тридцати научных работ в отечественных и международных научных журналах. Общее количество его научных публикаций — около 130. Под научным руководством О. Попова было выполнено и защищено 4 кандидатских диссертаций по специальности «Светотехника».
Олег Алексеевич Попов в разное время был членом редколлегии международного научного журнала Plasma Sources Science and Technology; входил в состав Экспертного Совета Американского Национального Фонда Науки, с 1989 года состоял в Американском вакуумном обществе. В 2004 году избирался действительным членом Британского института физики. В настоящее время является действительным членом Академии электротехнических наук РФ, членом диссертационного совета при Московском энергетическом институте.

## Правозащитная деятельность
С конца 1960-х годов, одновременно с работой в МЭИ вел правозащитную деятельность, участвовал в работе Фонда помощи политзаключенным, давал юридические консультации «отказникам», сотрудничал с Московской Хельсинкской группой, состоял в Московской секции Международной амнистии (Amnesty International).
В начале 1980-х годов прошел через обыски, допросы, «предупреждения» о антисоветской деятельности. Писал статьи о правозащитной деятельности, публиковал их в журналах «Власть», «Карта», «Москва».
С середины 1990-х разошёлся мнениями с российскими правозащитниками по вопросам войны в Чечне, после чего стал сторонником «сильной власти». Стал писать негативные статьи о диссидентах и правозащитниках.

## Труды
- Попов О. А. Эффективный источник света на индуктивном бесферритно разряде на частотах 300-3000 кГц // Журнал технической физики. 2007. 6. C.74-81.
- Попов О. А. Безэлектродная индукционная лампа низкого давления мощностью 300—450 Вт с двумя симметричными индукторами, работающая на частотах 130—400 кГц // Светотехника. 2009. 6. С. 68.
- Попов О. А. Мощная индукционная люминесцентная лампа, работающая на частоте 135 кГц // Светотехника, 2008. 5. с. 57.
- Popov O. A., Godyak V.A. Electric Field and Electron Oscillation Velocity in Collisionless RF Discharge Plasmas // J. Appl. Phys. 1986. 59. Р. 1759—1761.
- Popov O. A., Chandler R. T. Ferrite-free High Power Electrodeless Fluorescent Lamp Operated at a Frequency of 160—1000 kHz // Plasma Sources Science and Technology. 2002. 11. P. 218—226.
- Кого защищают, а кого нет российские правозащитники? Журнал «Москва», № 1, 2004 г. Архивная копия от 12 мая 2018 на Wayback Machine
- Попов О. А., «Хьюман Райтс Вотч как политический инструмент либерально- космополитической элиты США», «Москва», № 8, 2004 г.
- Американские «благотворительные» фонды и российские правозащитные организации/ Альманах «Лебедь», № 361, 08 февраля 2004 г.
- Попов О. А. Еврейский этнос, иудаизм и этническая конкуренция Архивная копия от 23 апреля 2018 на Wayback Machine